# Il Settebello (rivista)
Il Settebello. Settimanale umoristico illustrato fu un settimanale umoristico italiano fondato a Roma nel gennaio 1933 da Egeo Carcavallo (proveniente dal Marc'Aurelio ed ex-collaboratore del Becco giallo), Bepi Fabiano e Pio Pizzicaria (primo direttore). Con una foliazione di otto pagine formato quotidiano, aveva come logo la carta da gioco "sette di denari". Fu edito fino al 1943.

## Storia
Il giornale ebbe vita travagliata, con cambi di nomi e di formato repentini. Le rubriche apparse sul periodico furono: "Ma va!", "Cassello dello sport", "Tutto esaurito", "Fessure", "Meno parole signori", "Colpi di sole", "Colpi di luna", "Il sig. Antonio", "Direzione vietata", "Chiaro e tondo" e "Il Milione".
Nel 1938 il giornale venne acquistato dalla Mondadori e trasferito da Roma a Milano. L'anno dopo mutò il titolo in Ecco Settebello (successivamente in Ecco), diretto soltanto da Zavattini fino al 26 settembre 1940, quindi nel 1941 passato dalla Mondadori alla Rizzoli, al fianco di Bertoldo, tornò di nuovo con il titolo Settebello. Nipote settimanale del Bertoldo.

Nel 1942 il settimanale mutò nuovamente, dapprima in Ecco-Settebello, poi in 7 Giorni (Sette Giorni, Settegiorni).

## Direttori
Il primo direttore del Settebello fu Pio Pizzicaria. Successivamente il settimanale fu diretto da Oberdan Cotone (già fondatore del Marc'Aurelio), da Roberto Saitto, quindi da Alessandro Varaldo e poi, passato a Mondadori il 14 maggio 1938, da Achille Campanile, Guglielmo Guastaveglia (Guasta) e da Cesare Zavattini. Con il passaggio alla Rizzoli la direzione fu affidata a Giovanni Mosca, caporedattore Giovannino Guareschi.

## Firme
Quasi tutti i caricaturisti italiani dell'epoca collaborarono al Settebello: Trilussa, Saul Steinberg, Carlo Manzoni, Mario Bazzi, Rino Albertarelli (Alb, Albert), Walter Faccini («Walter», «Walter F»), Walter Molino, Mino Maccari, Riccardo Manzi, Giorgio Tabet, Giacinto Mondaini («Giaci»), Gino Boccasile, Franco Mosca, Dario Gobbi, Aldes, Civitelli.